# گورستان کوشک سقوان
قبرستان کوشک سقوان مربوط به دوره قاجار - دوره پهلوی است و در شهرستان بیضا، بخش بیضا، دهستان بانش، بین دو روستای کوشک محمدآباد و سقوان واقع شده و این اثر در تاریخ ۳۰ بهمن ۱۳۸۶ با شمارهٔ ثبت ۲۰۹۳۰ به‌عنوان یکی از آثار ملی ایران به ثبت رسیده است.